# Karapet Czalian
Karapet Czalian (arm. Կարապետ Չալյան; 7 sierpnia 1993) – ormiański zapaśnik walczący w stylu klasycznym. Olimpijczyk z Tokio 2020, gdzie zajął piąte miejsce w kategorii 77 kg. Piąty na mistrzostwach świata w 2019. Brązowy medalista mistrzostw Europy w 2016 i 2020. Wicemistrz igrzysk europejskich w 2019 i 25. miejsce w 2015. Piąty w indywidualnym Pucharze Świata w 2020. Ósmy w Pucharze świata w 2015 i dziesiąty w 2014. Wojskowy mistrz świata w 2014 i mistrz świata i Europy juniorów z 2013. Trzeci na ME U-23 w 2015 roku.